# Turm (Berlin-Kreuzberg)

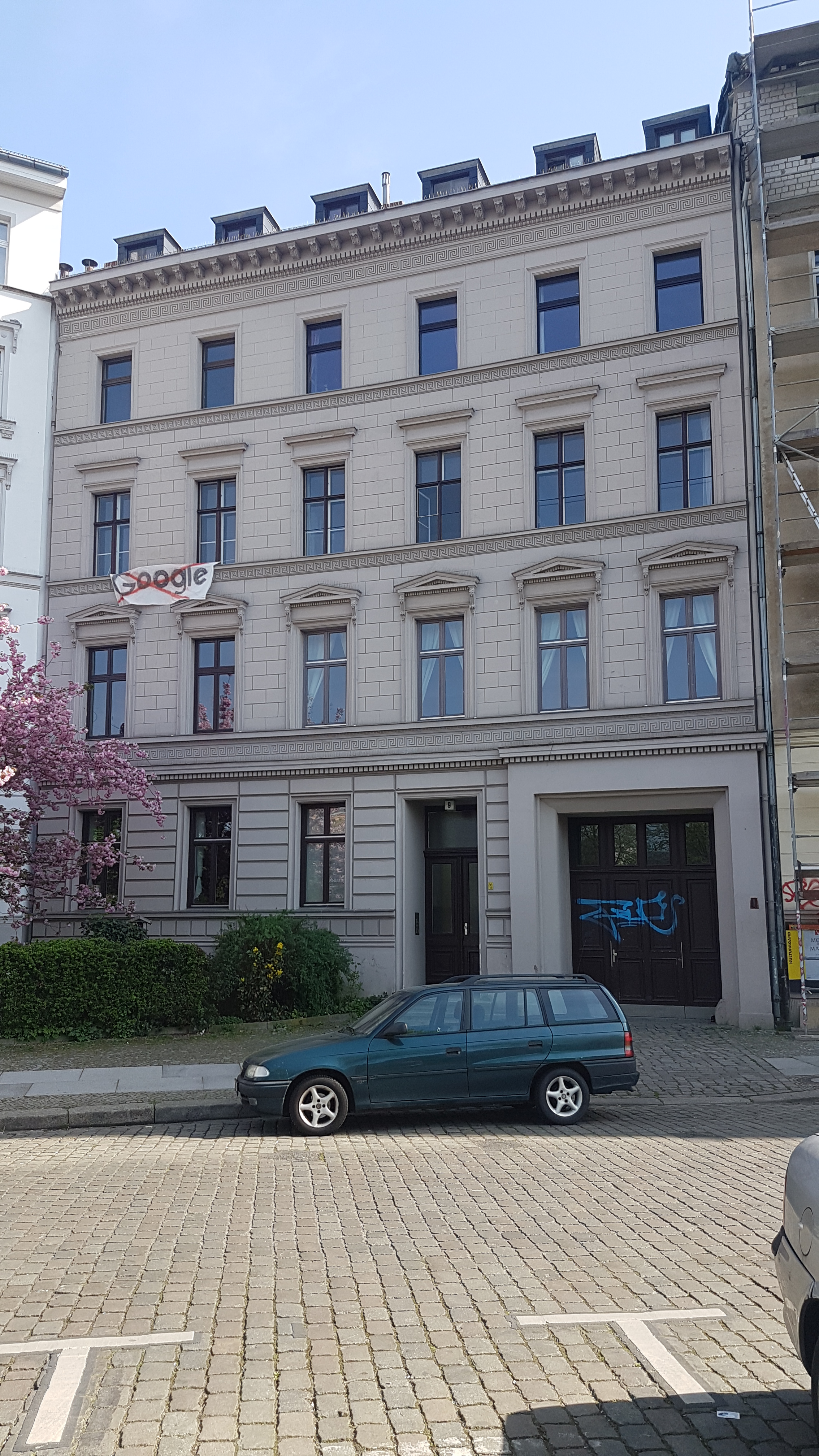
Das damals besetzte Haus am Leuschnerdamm 9

Der Turm war eines der ersten und bekanntesten besetzten Häuser im Berliner Ortsteil Kreuzberg. Das Wohnhaus am Leuschnerdamm 9, direkt neben der Berliner Mauer, wurde am 7. September 1979 von Jugendlichen besetzt. Die Bezeichnung „Turm“ bezieht sich auf die runde und aus der Fassade hervorstehende Form des Treppenhauses. Die politische Motivation der Besetzung wurde unter anderem der landesweiten Jugendzentrumsbewegung zugeordnet.

## Geschichte
Nach der Besetzung planten die Bewohner zunächst den Abschluss von Mietverträgen. Da sich der Eigentümer, der Senat und die Bewohner allerdings nicht einigen konnten, sprachen sich die Besetzer gegen den Abschluss von Mietverträgen aus.
Gemeinsam mit Besetzern aus Häusern in der Luckauer Straße, der Naunynstraße 77, der Mariannenstraße und der Cuvrystraße, gründeten die Besetzer vom Leuschnerdamm am 28. März 1980 den wöchentlich tagenden Besetzerrat, eine Interessenvertretung für Hausbesetzer. Die Bewohner des Turms waren außerdem am Betrieb des Kinderbauernhofs in der Adalbertstraße beteiligt.
Im Jahr 1981 lebte neben den Hausbesetzern lediglich ein legaler Mieter in dem Haus in einer Kellerwohnung. Der damals 74 Jahre alte Mann, der zu dieser Zeit ebenfalls keine Miete mehr zahlte, war von der Hausverwaltung übersehen worden, als diese zuvor die Mieter des Hauses zum Auszug mobilisiert und teilweise gegen deren Willen umgesetzt hatte.
Am 7. April 1981 wurden die Straßen um den Heinrichplatz weiträumig von der Polizei gesperrt und Razzien im Turm und in der Oranienstraße 198 durchgeführt. Anschließend fanden außerdem Straßenabsperrungen um den Oranienplatz statt und die Häuser in der Oranienstraße 44 und 45 sowie der Luckauer Straße 3 wurden durchsucht. Insgesamt kam es dabei zu 165 vorläufigen Festnahmen und angekündigten Ermittlungen wegen Bildung einer terroristischen Vereinigung nach § 129a StGB. Eine Räumung des Turms blieb allerdings aus.
Eine weitere Gruppe Jugendlicher besetzte 1981 die „Leuschi 7“, das Nachbarhaus am Leuschnerdamm 7. Der Senat setzte den Bewohnern im Frühjahr ein Ultimatum zur Unterzeichnung von Mietverträgen, dem die Bewohner nicht nachkamen. Der Turm und das Haus am Leuschnerdamm 7 wurden daraufhin beide am 28. Juni 1983 geräumt. Nach der Räumung wurden allerdings mit Bewohnern Mietverträge für einzelne Wohnungen geschlossen.

## Filme
- Im Turm – Hausbesetzer in Kreuzberg, ARD-Dokumentation 1981